# 默杜拉里鄉
45°2′N 24°0′E / 45.033°N 24.000°E
默杜拉里鄉（羅馬尼亞語：Comuna Mădulari, Vâlcea），是羅馬尼亞的鄉份，位於該國西南部，由沃爾恰縣負責管轄，面積34平方公里，2002年人口1,658，人口密度每平方公里49人，超過九成居民信奉東正教。